# أندرو بي. دوناغي
أندرو بي. دوناغي هو سياسي أمريكي، ولد في 1942. نشط حزبياً في الحزب الجمهوري. وقد انتخب عضو مجلس نواب فيرمونت ‏.